# Спорт, спорт, спорт
«Спорт, спорт, спорт» — советский фильм 1970 года, снятый режиссёром Элемом Климовым по сценарию брата Германа Климова.
В фильме совмещаются постановочные сцены, документальные эпизоды о советских и зарубежных спортсменах, кадры кинохроники, высказывания о спорте известных людей (в частности, Беллы Ахмадулиной, Даниэля Ольбрыхского, Вадима Синявского и других). Звучат стихи Беллы Ахмадулиной «Ты человек! Ты баловень природы…» и «Вот человек, который начал бег…» в авторском исполнении.
Роль старого массажиста дяди Володи стала единственной главной ролью Георгия Светлани, считающегося в кино «королём эпизода». В постановочных эпизодах фильма появляются такие актёры, как Никита Михалков, Борис Романов, Игорь Класс, кинорежиссёр Лариса Шепитько, сценарист Герман Климов и другие.
Над продолжением спортивной темы Элем Климов работал также в последние годы жизни, готовя 12-серийный художественно-документальный кинопроект «Спорт и кино».
Во время начального проката в кинотеатрах фильм содержал небольшой отрывок песни «I Should Have Known Better» в исполнении The Beatles. Но этот фрагмент был вскоре вырезан. Для многих граждан СССР это был первый раз, когда они увидели в записи Маккартни, Леннона, Харрисона и Старра.

## Сюжет
Фильм предваряется следующим подзаголовком:
Несколько историй, происходящих на арене стадиона, на трибунах и под трибунами.
С буднями спорта и его легендами вас познакомят настоящие спортсмены, тренеры и болельщики.

К рассказам старого массажиста просим относиться бдительно.
Действие фильма происходит на стадионах Москвы, Филадельфии, Стокгольма и Мехико, на стадионах будущего и далёкого прошлого. Используя документальный материал реальных спортивных состязаний и монтируя его с развёрнутыми новеллами в духе пантомимы и балета, авторы фильма показывают историю развития спорта и его будущее, связь спорта с политикой, искусством и этикой…
Сюжетной основой фильма являются байки старого массажиста дяди Володи, которые он рассказывает молодым спортсменам, тренирующимся в спорткомплексе. Дядя Володя, по его словам, ещё перед Первой мировой войной тренировал известного бегуна Жана Буэна. На чемпионате в Лондоне он помог советскому боксёру-тяжеловесу сбросить 13 кг веса и перейти в полутяжёлую категорию. В качестве одной из историй для ободрения проигравшего молодого боксёра дядя Володя рассказывает о бое купца Калашникова с Кирибеевичем. Он также рассуждает о спорте будущего, когда спорт будет неразрывно связан с искусством, не будет побеждённых и победителей, а главное место займёт массаж.
Рассказы дяди Володи перемежаются кинохроникой и сюжетами из истории спорта: о том, как на Олимпиаде 1936 года в Берлине четыре золотых медали выиграл афроамериканец Джесси Оуэнс, чем вызвал гнев Гитлера, о том, как в беге на 10 000 метров в 1959 году американский спортсмен Боб Сот оказался на грани смерти из-за обезвоживания, вызванного жарой, о том, как советский прыгун и автор нескольких мировых рекордов Валерий Брумель не сломался и продолжал заниматься прыжками после тяжёлой аварии.

## В фильме снимались
- Георгий Светлани — массажист дядя Володя
- Никита Михалков — Кирибеевич
- Борис Романов — купец Калашников
- Игорь Класс — Иван Грозный
- Лариса Шепитько — царица
- Герман Климов
- Евгений Матвеев
- Владимир Андреев
- Валерий Брумель
- Владимир Ляхов (также оператор кадров матча СССР — США в Филадельфии)[2].

Текст от автора читает Зиновий Гердт.

## Съёмочная группа
- Постановка Элема Климова
- Сценарий Германа Климова
- Главные операторы — Б. Брожовский, О. Згуриди, Ю. Схиртладзе
- Художники-постановщики — Н. Серебряков, А. Спешнева
- Композитор — Альфред Шнитке (с использованием музыки Н. А. Римского-Корсакова, П. И. Чайковского, Ф.Лея и др. композиторов)
- Дирижёр — Эри Клас
- Звукорежиссёр — Борис Венгеровский

Использованы материалы Госфильмофонда СССР, Центрального государственного архива кинофотодокументов СССР, киноархивов Венгрии, ГДР, Польши, Франции, Швеции, Югославии.